# Mindre rundmussla
Mindre rundmussla (Mysia undata) är en musselart som först beskrevs av Thomas Pennant 1777. Mindre rundmussla ingår i släktet Mysia och familjen venusmusslor (Veneridae). En del auktorer erkänner underfamiljen Petricolinae som den egna familjen Petricolidae, och enligt denna systematik tillhör arten då familjen Petricolidae. Arten är reproducerande i Sverige